# Lillström, Österåkers kommun
Lillström är en småort i Österåkers kommun i Stockholms län, belägen mitt på Ljusterö.